# Ortheziolacoccus ankazobeensis
Ortheziolacoccus ankazobeensis är en insektsart som först beskrevs av Mamet 1959.  Ortheziolacoccus ankazobeensis ingår i släktet Ortheziolacoccus och familjen vaxsköldlöss. Inga underarter finns listade i Catalogue of Life.